# Sónia Guadalupe
Sónia Sebastião Guadalupe, coniugata Ndoniema (Luanda, 15 settembre 1985), è un'ex cestista angolana.

## Carriera
Con l'Angola ha vinto l'oro ai FIBA AfroBasket Women 2011 e il bronzo nel 2007 e nel 2009. Ha disputato i Giochi della XXX Olimpiade.